# Joana Costa
Joana Maria Rebelo Fernandes Costa (Coimbra, 17 de Agosto de 1971) é uma jurista e magistrada portuguesa, actual Juíza Conselheira do Tribunal Constitucional.

## Carreira
Licenciada em Direito pela Faculdade de Direito da Universidade de Coimbra. Juíza de carreira, Joana Costa foi Assessora no Tribunal Constitucional de 2006 a 2016.

## Tribunal Constitucional
Em 20 de Julho de 2016 Joana Costa foi eleita Juíza Conselheira do Tribunal Constitucional pela Assembleia da República por maioria qualificada (superior a 2/3 dos votos), conforme previsto pela Constituição, tendo a votação secreta registado 162 votos a favor, 43 votos brancos e 16 votos nulos.
Em 22 de Julho de 2016, no Palácio de Belém, foi-lhe conferida a posse pelo Presidente da República Marcelo Rebelo de Sousa como Juíza Conselheira do Tribunal Constitucional para um mandato de 9 anos.